# Zwergzikaden

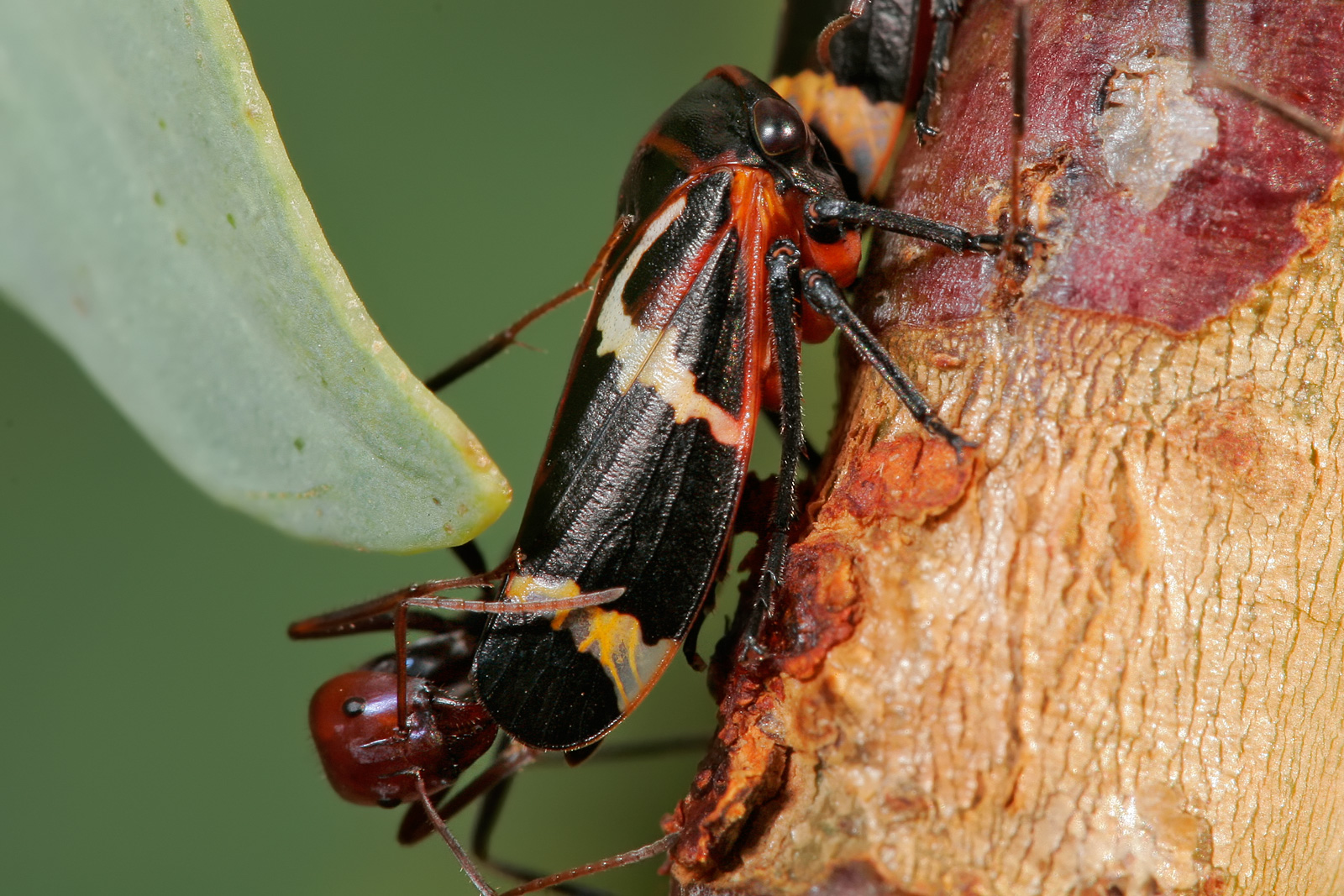
Eurymeloides bicincta lebt in Symbiose mit einer Ameisenart

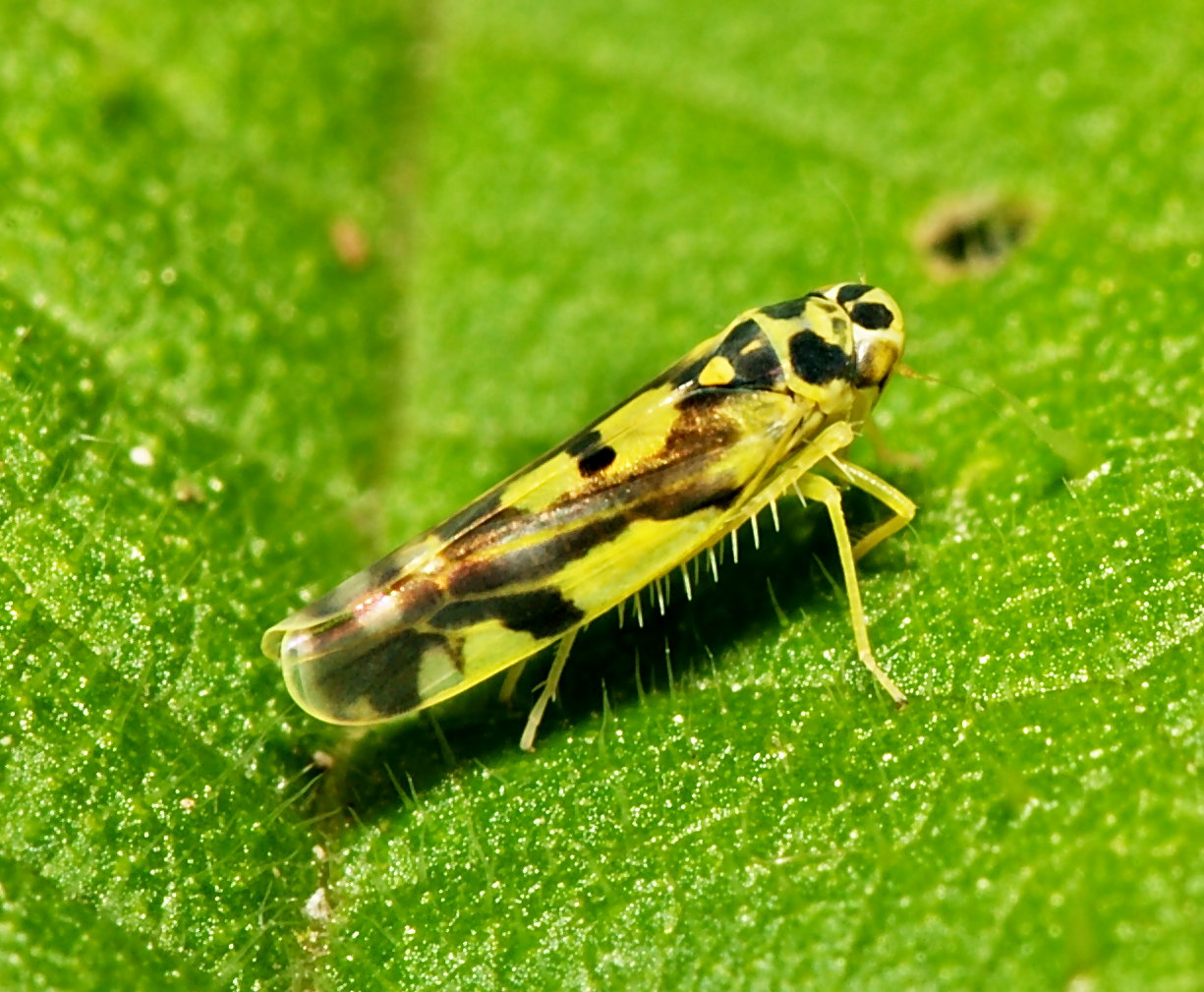
Die kammartigen Dornreihen an den Schienen der Hinterbeine einer Gold-Blattzikade sind deutlich zu sehen

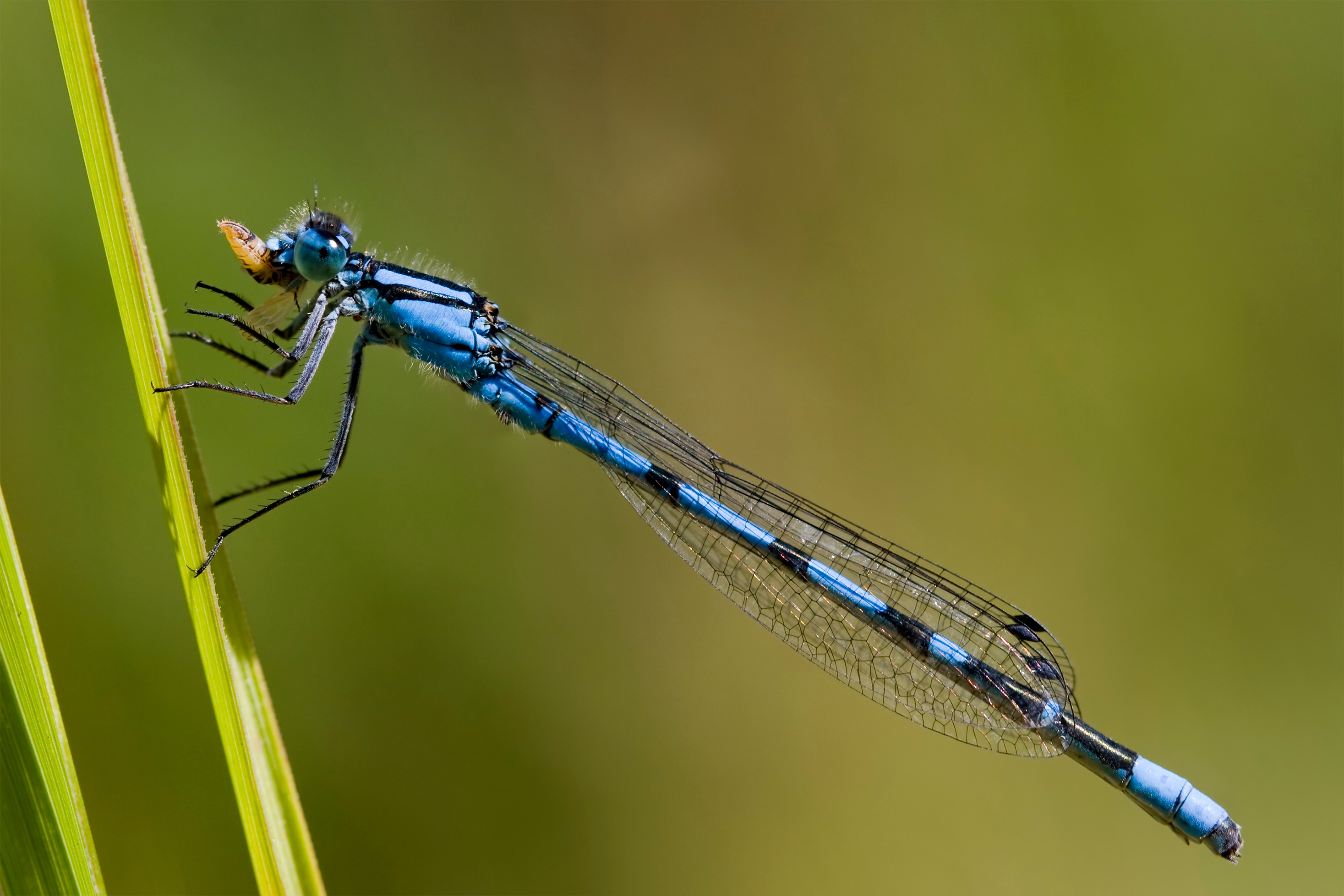
Ein Männchen der Gemeinen Becherjungfer (Enallagma cyathigerum) mit erbeuteter Zwergzikade

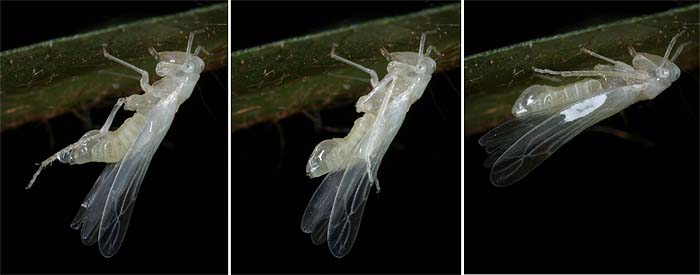
Ein frisch gehäutetes Exemplar der Zwergzikade Igutettix oculatus verteilt Brochosomen, die aus der Analöffnung ausgeschieden werden, über ihren Körper und die Flügel

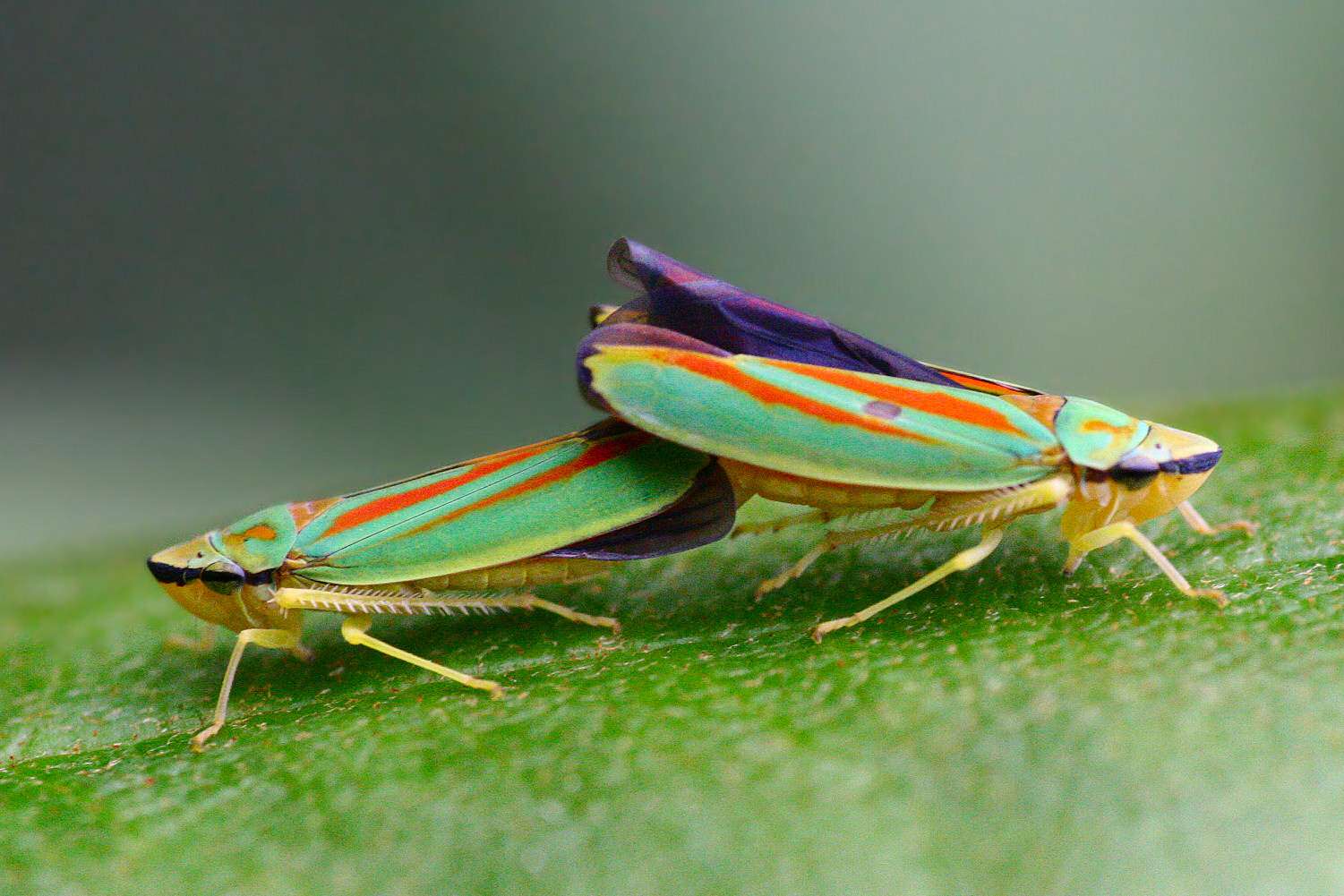
Rhododendronzikaden bei der Paarung

Die Zwergzikaden (Cicadellidae, Syn.: Jassidae), auch Kleinzikaden genannt, bilden eine Familie innerhalb der Unterordnung der Rundkopfzikaden. Mit mehr als 20.000 Arten ist sie eine der artenreichsten Familien der Insekten. In Deutschland sind 452 Arten beheimatet.

## Merkmale
Es handelt sich um relativ kleine Zikaden, die mit Hilfe ihrer Hinterbeine gut springen können. Die Zwergzikaden können eine Körperlänge von 2 bis 30 Millimetern erreichen, der Großteil der Arten misst aber weniger als 13 Millimeter. Ein besonderes Unterscheidungsmerkmal zu anderen Zikadenfamilien sind die langen, meist vierkantigen Schienen der Hinterbeine, die mit Reihen von dornartigen Setae besetzt sind. Diese sind jedoch nicht starr, sondern biegsam. Die Tarsen sind dreigliedrig. Die kugeligen bis plattenförmigen Hüften (Coxae) des mittleren Beinpaares unterscheiden sich von den Coxen der anderen Beinpaare. Sie stehen bauchseitig näher beisammen als die Coxen der anderen Beinpaare.
Auf dem Kopf befinden sich ein Paar Facettenaugen sowie ein Paar Punktaugen (Ocellen) auf der Ober- oder auf der Stirnseite des Kopfes. Die Antennen sind kurz. Der verdickte Teil der Fühler endet in einem Haarbüschel. Die Zwergzikaden besitzen wie alle Schnabelkerfe stechend-saugende Mundwerkzeuge.

### Brochosomen
Eine besondere Spezialität ist die Ausscheidung von Brochosomen, das ist ein Granulat, das in speziellen Drüsenzellen der Malpighischen Gefäße gebildet wird. Die Granulen sind mikroskopisch kleine, meist hohle kugelige Proteinkörper mit 200 bis 700 nm Durchmesser. Wegen ihrer Kleinheit konnten sie erst 1952 mit Hilfe eines Elektronenmikroskops entdeckt werden. Es handelt sich um Protein-Lipid Partikel, die über die Analöffnung ausgeschieden werden. Die Zwergzikaden verteilen das Exkret mit Hilfe der kammartigen Borsten an den Hinterbeinen nach der Häutung über ihren Körper und die Flügel, die dadurch einen bläulichen Glanz erhalten. Das Exkret ist stark wasserabweisend und schützt auch gegen den von den Zwergzikaden selbst abgegebenen Honigtau, eine klebrige, zuckerhaltige Flüssigkeit. Von vielen Arten werden auch die Eier mit den Brochosomen überzogen, die länglich sind. Möglicherweise stellen die Brochosomen einen Schutz vor Pilzsporen und -infektionen dar. Andere in der Literatur genannte Funktionen wie Schutz vor Austrocknung, UV-Strahlung, Thermoisolation und Schutz vor Fressfeinden und Parasiten spielen vermutlich – wenn überhaupt – nur eine untergeordnete Rolle.

### Unterschiede zu anderen Zikadenfamilien
Diese Zikaden sind in der Regel kleiner als die meisten Arten anderer Familien. Zudem haben sie keine Fortsätze auf dem Halsschild, die bei vielen anderen Zikadenfamilien der Überfamilie Membracoidea vorhanden sind. Die anderen Zikadenfamilien besitzen keine dornenartigen Setae an den Schienen der Hinterbeine und geben keine Brochosomen ab. Die meisten Zwergzikaden sind hell und besonders lebhaft gefärbt. Die Y-Ader im Clavus der Vorderflügel fehlt wie bei allen Rundkopfzikaden.

## Lebensweise
Die Saison der Zikaden findet in der Nearktis und Paläarktis von Frühling bis Herbst statt, in den tropischen Zonen ist sie ganzjährig.
Das Weibchen legt Eier in das Gewebe einer Wirtspflanze, die Larven schlüpfen nach einer Woche bis einem Monat, sie entwickeln sich über fünf Larvenstadien zum erwachsenen Tier. Die Tiere überwintern meist als Ei, bei einigen Arten jedoch auch im Larvenstadium oder als Imagines in verfilztem Gras oder in Laub.
Die meisten Zwergzikaden saugen am Phloem, das ist der Teil des Leitbündels der Gefäßpflanzen, in dem Nährstoffe und andere Assimilate transportiert werden. Sie schädigen ihre Wirtspflanzen nicht nur durch den Entzug wichtiger Aufbaustoffe, sondern sie sind auch Überträger von verschiedenen viralen Infektionen, die sich über das Phloem rasch in der Pflanze verbreiten können. In Teilen Nord- und Südamerikas werden die Weinreben durch die Verbreitung der Pierce’schen Krankheit stark geschädigt. Der Erreger dieser Pflanzenkrankheit, Xylella fastidiosa aus der Bakteriengruppe der Xanthomonadaceae, der im Xylem der Weinpflanzen lebt, wird durch Zwergzikaden aus der Unterfamilie der Schmuckzikaden übertragen.
Ebenso wie viele Pflanzenläuse können auch Zwergzikaden mit Ameisen in Symbiose leben. Sie versorgen diese Ameisen mit Honigtau und werden dafür von den Ameisen bewacht und gepflegt. Die Zwergzikaden sind als Verwerter von Pflanzensäften ein wichtiges Glied in der Nahrungskette und eine lohnende Beute für viele Räuber. Dazu gehören unter den Wirbeltieren viele Vögel und Reptilien. Unter den Gliederfüßern sind ihre natürlichen Feinde Blumenwanzen, Erzwespen, Florfliegenlarven, Laufkäfer, Libellen, manche Marienkäferarten, vor allem die der Gattung Coccinella und Harmonia, Raubmilben, Raubwanzen, Schlupfwespen und verschiedene Spinnen.

## Vorkommen
Die Arten kommen weltweit in fast jedem Lebensraum vor, in dem es Gefäßpflanzen gibt. Dazu gehören Wüsten, Steppen, Feuchtgebiete und Wälder. Besonders reich an Zwergzikaden sind die tropischen Regenwälder, deren Artenvielfalt aber noch nicht ausreichend erforscht ist. Schätzungen aufgrund von Stichproben im Regenwald des Amazonasbeckens gehen davon aus, dass die Gesamtzahl der Arten der Zwergzikaden an die 100.000 betragen könnte.

## Systematik

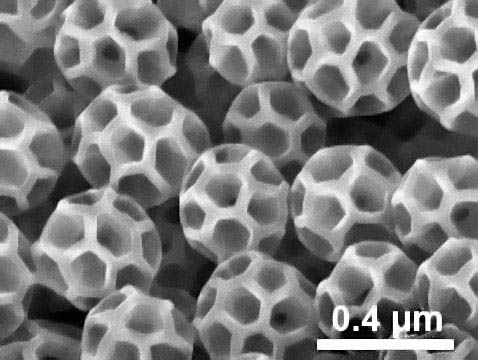
Brochosomen einer Zwergzikade, REM Aufnahme

Obwohl viele Arten äußerlich durch ihre Größe, Form und auffällige Färbung leicht bestimmbar sind, gibt es auch Arten, die durch Tarnfarben an die Pflanzen, auf denen sie leben, angepasst sind, und sich kaum voneinander unterscheiden. In einigen Gattungen sind die Arten, ähnlich wie bei manchen Käfern, nur durch die Präparation des männlichen Genitaltrakts einwandfrei zu identifizieren. Dazu kommen noch Farbvarianten, die zuweilen schon als verschiedene Arten beschrieben worden sind. So wurde die gelbe Buchenblattzikade Fagocyba cruenta var. douglasi früher als eigene Art Fagocyba douglasi geführt, obwohl sie sich außer in der Farbe morphologisch und von den ökologischen Ansprüchen her nicht von der roten Fagocyba  cruenta unterscheidet. Die gelben Tiere (F. douglasi) kommen massenhaft auf Laubgehölzen vor, diese Populationen sind aber mit roten F. cruenta durchmischt und durch Farbübergänge mit ihnen verbunden. Das hat zu der Ansicht geführt, dass es sich um Varietäten derselben Art handelt. Da die seltenere rote Varietät schon 1835 als eigene Art beschrieben wurde, müssen die häufiger vorkommenden gelben Exemplare nach der Prioritätsregel als Varietät der ersteren Art angesehen werden. Zu den Varietäten kommen meist noch ein Dimorphismus der beiden Geschlechter und die unterschiedliche Färbung der Larvenstadien.
Weltweit werden von 26 bis zu 40 Unterfamilien der Zwergzikaden unterschieden.
In Europa sind 1236 Arten in 254 Gattungen aus 16 Unterfamilien der Zwergzikaden beheimatet, davon kommen 14 Unterfamilien mit 636 Arten in 182 Gattungen in Mitteleuropa und 13 Unterfamilien mit 452 Arten in 154 Gattungen in Deutschland vor.

## Unterfamilien und Arten in Europa
Europäische Unterfamilien und ausgewählte Arten:
- Dickkopfzikaden (Agalliinae Kirkaldy, 1901)
  - Hain-Dickkopfzikade (Agallia consobrina Curtis, 1833)
  - Klee-Dickkopfzikade (Anaceratagallia venosa (Fourcroy, 1785))
- Erdzikaden (Aphrodinae Haupt, 1927)
  - Streifenerdzikade (Anoscopus flavostriatus (Donovan, 1799))
  - Rasenerdzikade (Anoscopus serratulae (Fabricius, 1775))
  - Aphrodes bicincta (Schrank, 1776)
  - Wiesen-Erdzikade (Aphrodes makarovi Zachvatkin, 1948)
  - Planaphrodes bifasciata (Linnaeus, 1758)
  - Planaphrodes nigrita (Kirschbaum, 1868)
  - Planaphrodes trifasciata (Fourcroy, 1785)
  - Stroggylocephalus agrestis (Fallén, 1806)
  - Moorerdzikade (Stroggylocephalus livens (Zetterstedt, 1840))
- Schmuckzikaden (Cicadellinae Latreille, 1825)
  - Binsenschmuckzikade auch Grüne Zwergzikade (Cicadella viridis (Linnaeus, 1758))
  - Moosschmuckzikade auch Sonderbare Zikade (Errhomenus brachypterus Fieber, 1866)
  - Wiesenschmuckzikade (Evacanthus interruptus (Linnaeus, 1758))
  - Rhododendronzikade (Graphocephala fennahi Young, 1977) – Neozoon
- Zirpen (Deltocephalinae Fieber, 1869)
  - Allygus modestus Scott, 1876
  - Anoplotettix fuscovenosus (Ferrari, 1882)
  - Kandelabergraszirpe (Arocephalus longiceps (Kirschbaum, 1868))
  - Stirnbandzirpe (Artianus interstitialis (Germar, 1821))
  - Große Graszirpe (Athysanus argentarius Metcalf, 1955)
  - Doratura stylata (Boheman, 1847)
  - Schwefelgraszirpe (Elymana sulphurella (Zetterstedt, 1828))
  - Bunte Graszirpe (Errastunus ocellaris)
  - Euscelidius variegatus (Kirschbaum, 1858)
  - Wiesenkleezirpe (Euscelis incisus)
  - Südliche Strauchzirpe (Fieberiella florii (Stål, 1864))
  - Gemeine Strauchzirpe (Fieberiella septentrionalis Wagner, 1963)
  - Punktierte Graszirpe (Graphocraerus ventralis (Fallén, 1806))
  - Mainzer Spitzkopfzirpe (Jassargus obtusivalvis (Kirschbaum, 1868))
  - Safranzirpe (Mocydia crocea (Herrich-Schäffer, 1837))
  - Trauerzirpe (Neoaliturus fenestratus (Herrich-Schäffer, 1834))
  - Orientzikade (Orientus ishidae (Matsumura, 1902)) – Neozoon
  - Große Schönzirpe (Platymetopius major (Kirschbaum, 1868))
  - Wandersandzirpe (Psammotettix alienus (Dahlbom, 1850))
  - Amerikanische Rebzikade (Scaphoideus titanus Ball, 1932) – Neozoon
  - Braune Waldzirpe (Speudotettix subfusculus)
  - Lorbeerzikade (Synophropsis lauri (Horváth, 1897))
  - Hainzirpe (Thamnotettix dilutior (Kirschbaum, 1868))
  - Schwarzgrüne Graszirpe (Verdanus abdominalis (Fabricius, 1803))
- Löffelzikaden (Dorycephalinae Oman, 1943)
- Hecalinae Distant, 1908
- Lederzikaden (Iassinae Amyot & Serville, 1843)
  - Ginsterlederzikade (Batracomorphus allionii (Turton, 1802))
  - Sonnenröschen-Lederzikade (Batracomorphus irroratus Lewis, 1834)
  - Eichenlederzikade (Iassus lanio (Linnaeus, 1761))
  - Ulmenlederzikade (Iassus scutellaris (Fieber, 1868))
- Eurymelinae
  - Bergahorn-Winkerzikade (Acericerus heydenii (Kirschbaum, 1868))
  - Ribaut-Winkerzikade (Acericerus ribauti Nickel & Remane, 2002)
  - Bärtige Winkerzikade (Idiocerus herrichii (Kirschbaum, 1868))
  - Grauweiden-Winkerzikade (Idiocerus lituratus (Fallén, 1806))
  - Rostwinkerzikade (Metidiocerus rutilans (Kirschbaum, 1868))
  - Bunte Winkerzikade (Stenidiocerus poecilus)
  - Kleine Espen-Winkerzikade (Tremulicerus tremulae (Estlund, 1796))
- Ohrzikaden (Ledrinae Kirschbaum, 1868)
  - Ohrzikade (Ledra aurita (Linnaeus, 1758))
- Maskenzikaden (Macropsinae Evans, 1935)
  - Schwarzweiße Maskenzikade (Macropsis albae)
  - Himbeermaskenzikade (Macropsis fuscula)
  - Herzmaskenzikade (Oncopsis subangulata (Sahlberg, 1871))
  - Lindenmaskenzikade (Pediopsis tiliae)
- Kappenzikaden (Megophthalminae Kirkaldy, 1906)
  - Gemeine Kappenzikade (Megophthalmus scanicus (Fallén, 1806))
- Mönchszikaden (Penthimiinae Kirschbaum, 1868)
  - Mönchszikade (Penthimia nigra (Goeze, 1778))
- Stegelytrinae Baker, 1915
- Blattzikaden (Typhlocybinae Kirschbaum, 1868)
  - Hakenblattzikade (Arboridia ribauti (Ossiannilsson, 1937))
  - Bunte Erlenblattzikade (Eupterycyba jucunda (Herrich-Schäffer, 1837))
  - Eupteryx atropunctata (Goeze, 1778)
  - Gold-Blattzikade (Eupteryx aurata (Linnaeus, 1758))
  - Ligurische Blattzikade (Eupteryx decemnotata Rey, 1891)
  - Gartenblattzikade (Eupteryx florida Ribaut, 1936)
  - Kräuter-Blattzikade (Eupteryx melissae Curtis, 1837)
  - Ahornelfenzikade (Eurhadina loewii (Then, 1886))
  - Schöne Elfenzikade (Eurhadina pulchella (Fallén, 1806))
  - Buchenblattzikade (Fagocyba cruenta var. douglasii (Herrich-Schäffer, 1838))
  - Ribautiana tenerrima (Herrich-Schäffer, 1834)
  - Rosenzikade (Typhlocyba rosae (Linnaeus, 1758))
  - Feuerzikade (Zygina flammigera (Fourcroy, 1785))
- Narbenzikaden (Ulopinae Le Peletier & Serville, 1825)
- Xestocephalinae Evans, 1938

## Weitere Arten
Afrikanische ausgewählte Arten:
- Cicadulina mbila Naudé, 1924 – Überträger des Maize Streak Virus

## Fossilien
Die Zwergzikaden sind eine stammesgeschichtlich relativ ursprüngliche Gruppe, die ältesten Fossilien stammen aus der Unterkreide und sind rund 125 Millionen Jahre alt. Zwergzikaden aus der frühen Erdneuzeit wurden im Baltischen Bernstein aus dem Eozän und im Dominikanischen Bernstein (Eozän bis Miozän) gefunden. Trotz ihres Alters von 23 bis 55 Millionen Jahren unterscheiden sich diese Bernsteineinschlüsse äußerlich nicht von den heute im Fundgebiet lebenden Zwergzikaden. Die äußeren Merkmale haben sich seither nicht wesentlich verändert. Die genauere systematische Zuordnung der fossilen Tiere zu heutigen Gattungen oder Arten ist jedoch schwierig, weil die dafür notwendigen anatomischen Untersuchungen bei Versteinerungen und Einschlüssen nicht möglich sind.

## Belege